# Joseph Osbach
 (juillet 2016).
Joseph Osbach né à Lunéville (Meurthe-et-Moselle) le 22 juin 1851 et mort à Paris le 16 juin 1894 est un sculpteur français.

## Biographie
Joseph Osbach est élève de François Jouffroy, Jean-Baptiste Carpeaux et Jean-Paul Laurens aux Beaux-Arts de Paris. Il débute au Salon de 1873 et obtient une médaille de 3e classe en 1881 pour le groupe en plâtre de son Dénicheur d'aiglon (musée d'Évreux),,.

## Œuvres dans les collections publiques

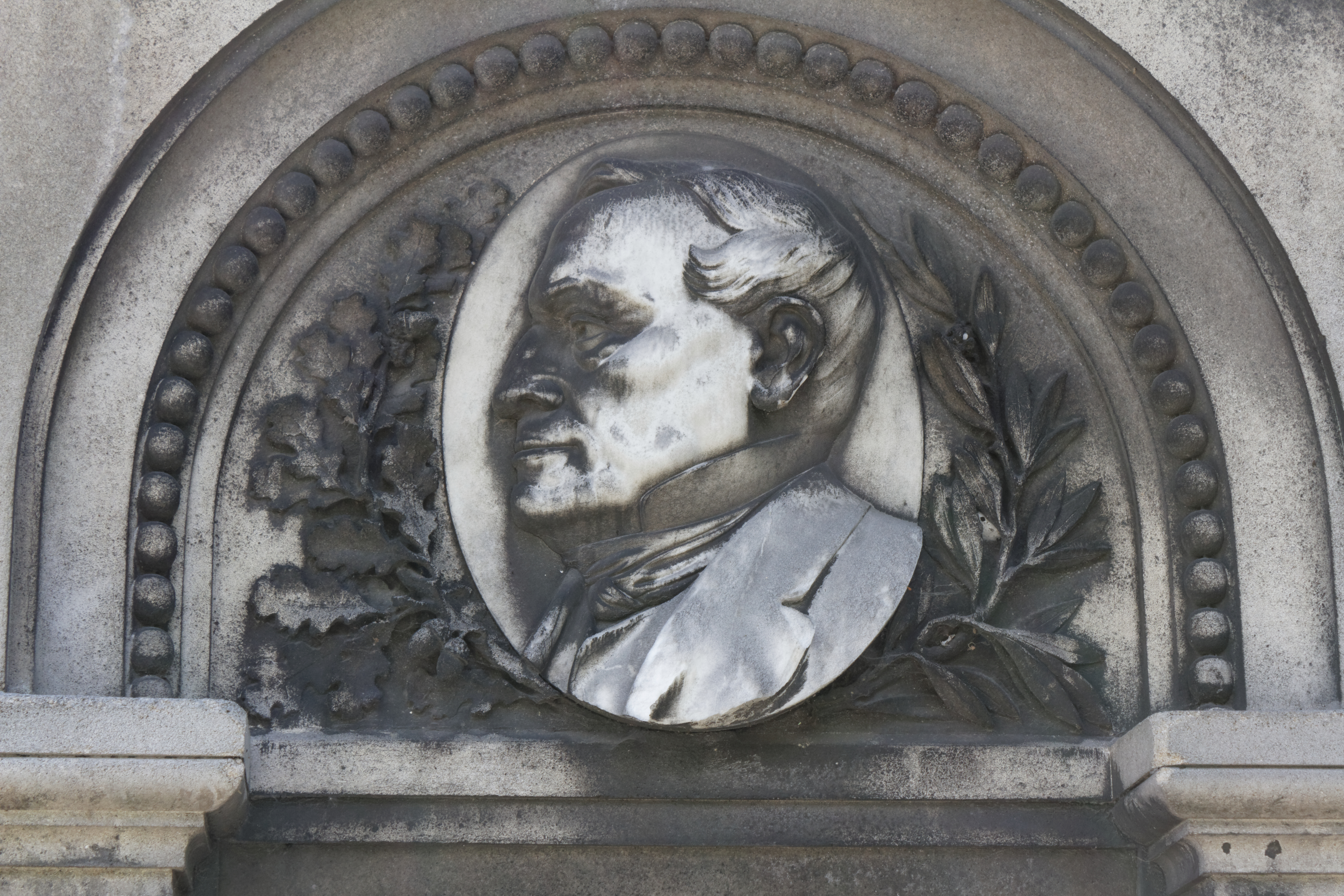
Gaulthier de Rumilly, Paris, cimetière du Père-Lachaise.

- Évreux, musée d'Évreux : Dénicheur d'aiglon, 1881, plâtre, 180 × 90 × 70 cm, exposé au Salon de 1881[3],[4].
- Paris :
  - Académie des inscriptions et belles-lettres : Joseph Naudet, Salon de 1880, buste en marbre[6],[7].
  - cimetière du Père-Lachaise : Gaulthier de Rumilly, médaillon en marbre.
  - Cour de cassation : 
    - Jean-Étienne-Marie Portalis, buste en marbre, le modèle en plâtre fut exposé au Salon de 1877.
    - Jean-Baptiste Treilhard, buste en marbre, dans la galerie des bustes[8].
- Péronne, mairie : Docteur Mollien, bronze, 1880, exposé au Salon de 1880.
- Saint-Maixent, École nationale des sous-officiers : Le Maréchal Bugeaud, plâtre, 87 × 68 30 cm.
- Sedan, musée municipal : Rêverie, Salon de 1883, statue en plâtre[9].
- Toul, musée d'Art et d'Histoire : La Famille, Salon de 1889, plâtre, 185 × 120 × 110 cm[10],[11].

## Élèves
- Louis L'Épine (mort en 1898)[12]